# Galva (Illinois)
Galva és una ciutat dels Estats Units a l'estat d'Illinois. Segons el cens del 2000 tenia 2.758 habitants.

## Demografia
Segons el cens del 2000, Galva tenia 2.758 habitants, 1.164 habitatges, i 740 famílies. La densitat de població era de 622,7 habitants/km².
Dels 1.164 habitatges en un 28,8% hi vivien nens de menys de 18 anys, en un 51,9% hi vivien parelles casades, en un 8,9% dones solteres, i en un 36,4% no eren unitats familiars. En el 32,8% dels habitatges hi vivien persones soles el 19% de les quals corresponia a persones de 65 anys o més que vivien soles. El nombre mitjà de persones vivint en cada habitatge era de 2,37 i el nombre mitjà de persones que vivien en cada família era de 3,01.
Per edats la població es repartia de la següent manera: un 24,7% tenia menys de 18 anys, un 7,8% entre 18 i 24, un 25,7% entre 25 i 44, un 22,8% de 45 a 60 i un 19% 65 anys o més.
L'edat mediana era de 39 anys. Per cada 100 dones de 18 o més anys hi havia 85,9 homes.
La renda mediana per habitatge era de 35.071 $ i la renda mediana per família de 45.880 $. Els homes tenien una renda mediana de 31.467 $ mentre que les dones 21.714 $. La renda per capita de la població era de 17.165 $. Aproximadament el 6,9% de les famílies i el 7,2% de la població estaven per davall del llindar de pobresa.

## Poblacions properes
El següent diagrama mostra les poblacions més properes.